# Церкви исторической области Молдова

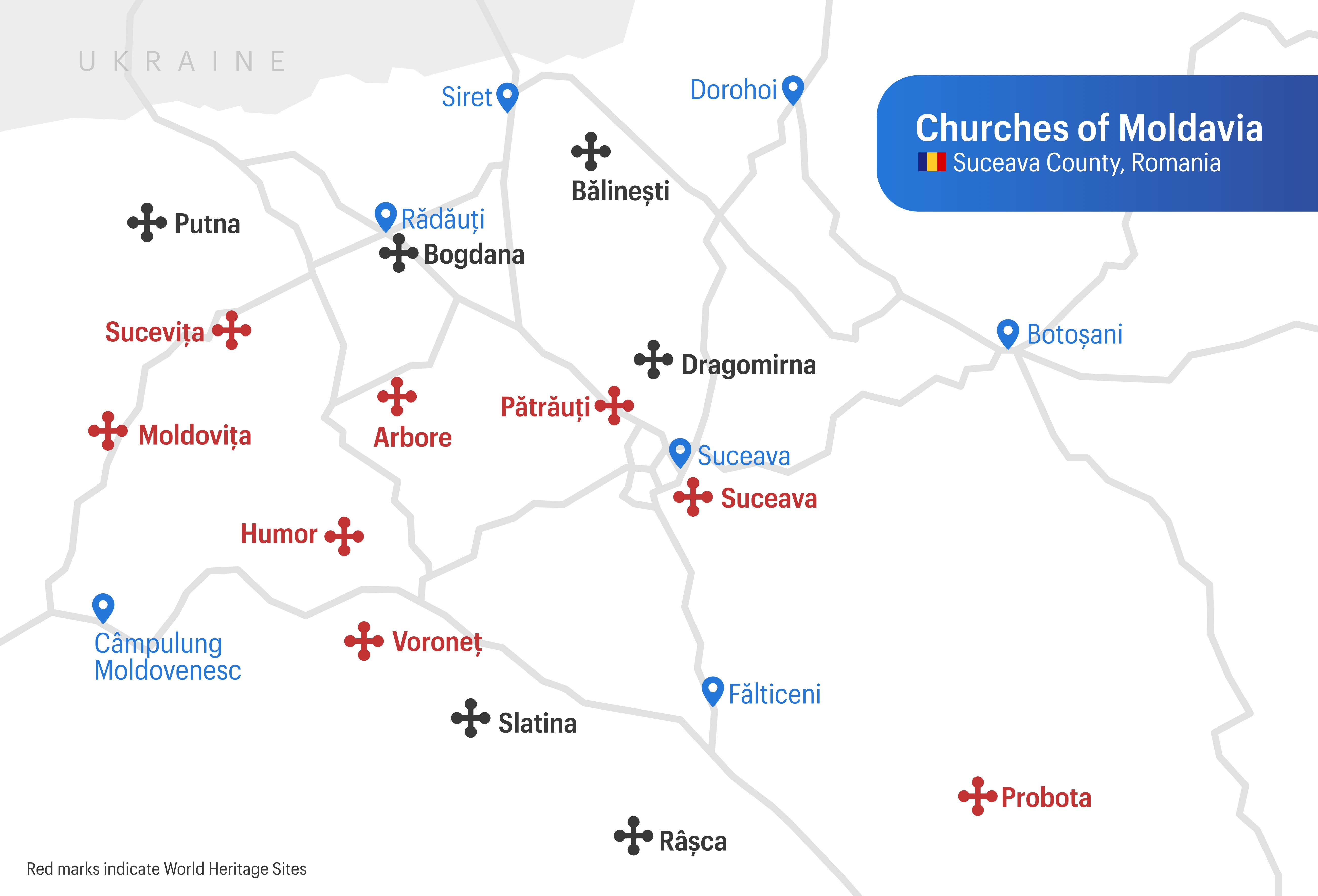
Схема важнейших монастырей области Молдова

Церкви исторической области Молдова — объект Всемирного наследия в Румынии. Включён в список Всемирного наследия в 1993 году. Первоначально включал в себя
семь церквей, расположенных Молдове (историческая область Румынии) и известных своими расписанными снаружи стенами. 1 августа 2010 года  в объект была добавлена церковь Воскресения монастыря Сучевица.
Включённые в список Всемирного наследия церкви были построены между 1487 и 1532 годами. Церкви строились, как правило, как погребальные для членов княжеских родов. Художники сначала расписывали внутренние стены церквей, затем внешние. Каждый монастырь характеризуется типичным для него цветовой гаммой: так, во фресках Воронца преобладает синий, а Молдовицы — жёлтый.

## Список церквей Молдовы, включённых в объект
| Название                                                   | Деревня   | Дата постройки |
| ---------------------------------------------------------- | --------- | -------------- |
| Церковь Усекновения главы Иоанна Предтечи                  | Арборе    | 1502           |
| Успенская церковь бывшего монастыря Умор                   | Хумор     | 1530           |
| Благовещенская церковь монастыря Молдовица                 | Молдовица | 1532           |
| Церковь Святого Креста в Пэтрэуци                          | Пэтрэуци  | 1487           |
| Церковь Николая Чудотворца и кафоликон в монастыре Пробота | Пробота   | 1531           |
| Церковь Георгия Победоносца                                | Сучава    | 1522           |
| Церковь Георгия Победоносца бывшего монастыря Воронец      | Воронец   | 1487           |
| Воскресенская церковь монастыря Сучевица                   | Сучевица  | 1583           |

## Церкви Молдовы, не включённые в объект
В Молдове есть и другие церкви аналогичной архитектуры, не включённые в объект Всемирного наследия. К ним относятся, например, Церковь Сошествия Святого Духа в монастыре Драгомирна (1609) и Преображенская церковь в монастыре Слатина (1554—1561).